# Miellat

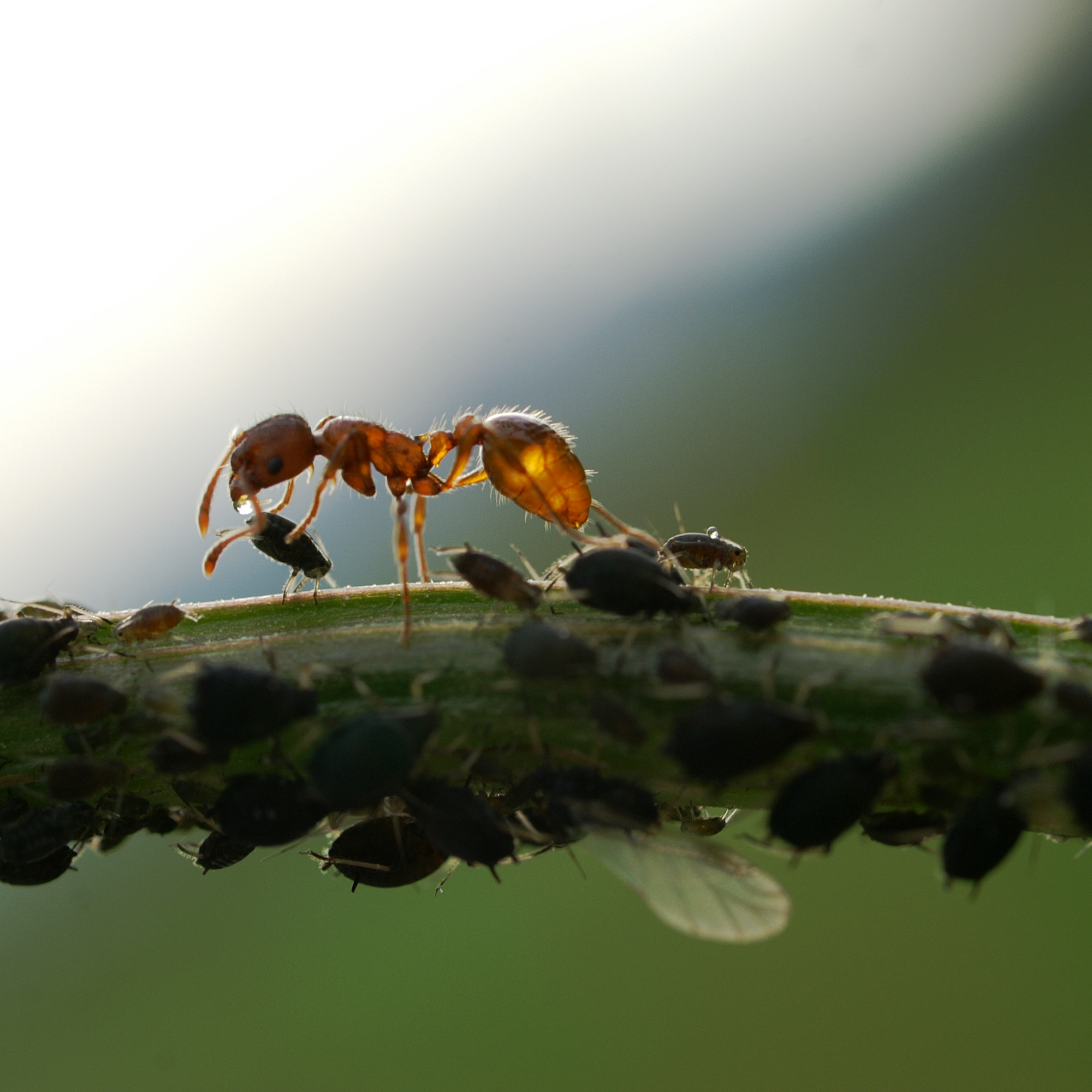
Dans l'association symbiotique appelée trophobiose, la fourmi se nourrit du miellat sécrété par les pucerons auxquels, en retour, elle prodigue soin et assistance.

Le miellat (dérivé de miel, avec le suffixe -at) est un liquide épais et visqueux excrété par des insectes piqueurs suceurs (pucerons, cochenilles, Membracidae, etc.) qui se nourrissent directement de sève élaborée circulant dans le phloème et rejettent par leur tube anal ce liquide qui, sous forme de gouttelettes, se dépose sur les feuilles, tombe dans le milieu environnant ou est collecté par d'autres insectes. Ce liquide, issu des produits de la digestion qui ne sont ni assimilés ni transformés (90 à 95 % de sucres et un peu d'acides aminés), joue un rôle important dans certaines interactions durables, notamment dites tri-trophiques entre fourmis, pucerons et plantes. 
Cette substance très riche en sucres rend les feuilles de la plante-hôte poisseuses. Elle favorise le développement de champignons ascomycètes qui recouvrent les parties aériennes de la plante d'une pellicule noire semblable à de la suie, la fumagine. 
Le miellat est responsable de salissures occasionnées aux voitures, monuments, trottoirs, terrasses et mobilier urbain se trouvant en dessous d'arbres infestés de pucerons. Le lâcher d'auxiliaires de lutte biologique (notamment de coccinelles) permet de réduire cette nuisance.
On peut lécher cette pellicule sucrée sur les feuilles ou les mettre à tremper dans très peu d'eau pour dissoudre le sucre (qui pourrait être ensuite concentré par ébullition ou qui peut fermenter et donner une boisson légèrement alcoolisée, la frênette). Cette couche de « miellat » peut être assez épaisse pour s'utiliser directement comme édulcorant dont le goût rappelle un peu le sirop d'orge malté.

## Miellat selon les insectes

### Miellat et alimentation des fourmis

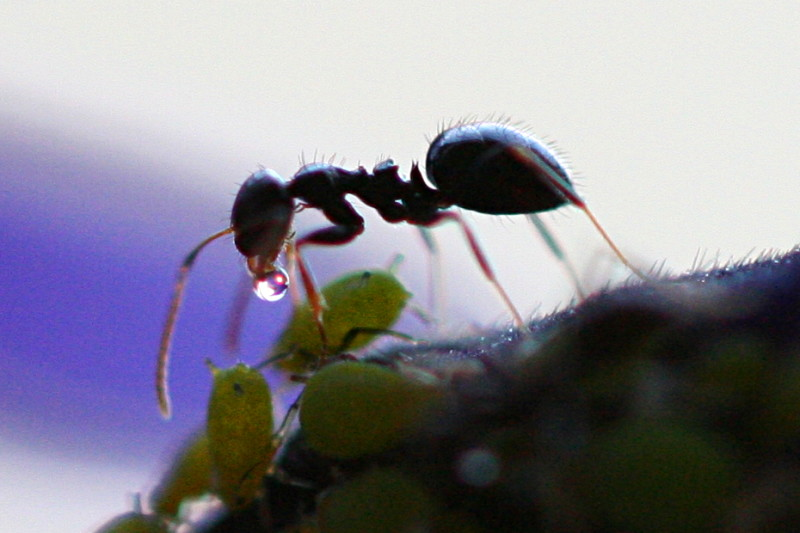
Une fourmi captant la sécrétion d'un puceron.

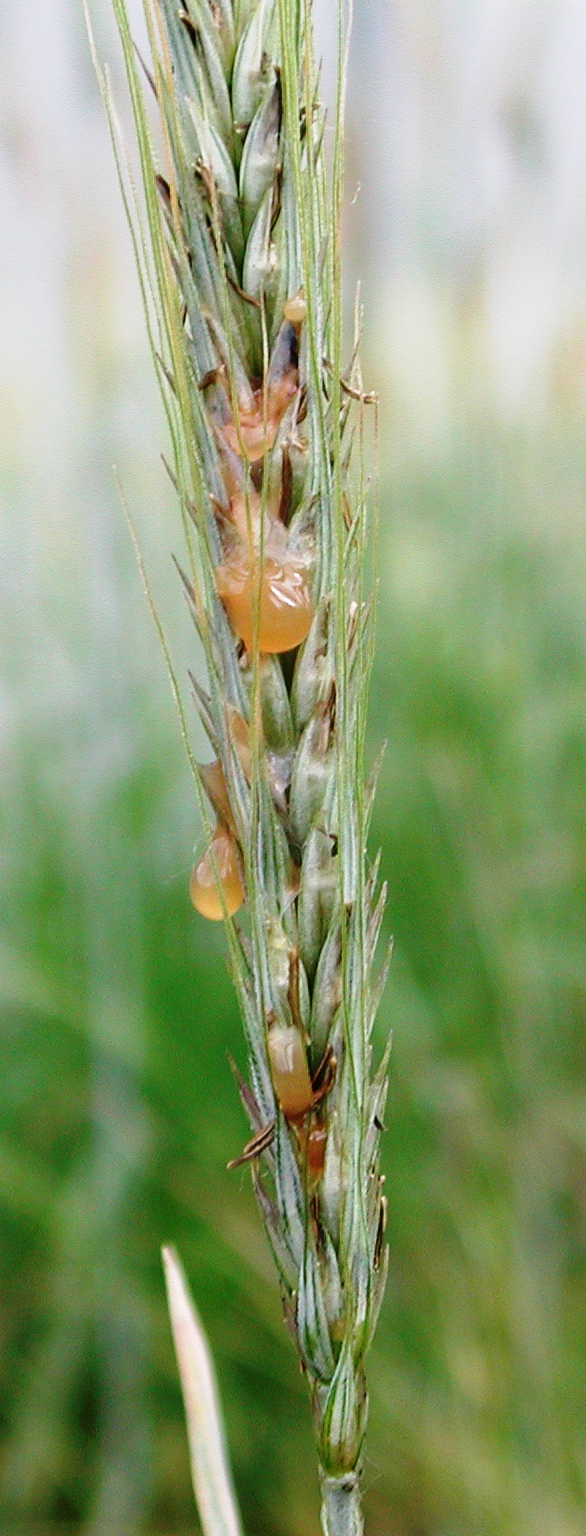
Miellat provoqué par Claviceps purpurea sur seigle.

Le miellat des pucerons, porteur de kairomones, est prélevé par les fourmis dites éleveuses. 
Celles-ci caressent  les pucerons à l'aide de leurs antennes, ce qui a pour effet de libérer le miellat qu'elles peuvent alors récolter. Les fourmis profitent ainsi d'une ressource de nourriture sucrée et abondante et le puceron d'une protection contre les prédateurs et contre les champignons qui se développeraient (fumagine) si le miellat tombait simplement sur les feuilles et branches.

### Miellat et alimentation de certaines abeilles
L'abeille à miel l'apprécie en complément ou en remplacement du nectar. Il produit un miel plutôt sombre et moins humide que le miel de nectar, appelé miel de miellat ou simplement miellat (miel de sapin, miel de forêt, miel de chêne, miellat du maquis corse…).
Le miel de metcalfa est un miellat tirant son nom non pas d'une plante, comme cela est courant pour les miels, mais directement du Metcalfa pruinosa, insecte d'origine américaine ayant colonisé le sud de la France (entre autres).
La récolte de ce type de miel est très aléatoire car de nombreux facteurs (climatiques entre autres) influent sur la production. En effet, il est nécessaire que la plante, le puceron, et l'abeille puissent bénéficier de bonnes conditions. Or, si la pluie, par exemple, convient à l'arbre, elle est plus que néfaste à l'abeille. Cela explique les irrégularités dans les récoltes.
La composition du miel de miellat est d'environ 16 % d'eau, 38 % de fructose, 27 % de glucose, 3 % de saccharose, 9 % de dextrose, 5 % de mélézitose, 7 % d’acides aminés et de minéraux.
La proportion du miellat dans le miel (dite indice ou indicateur de miellat ou IM) peut être révélée par la présence de spores de champignons, lors des études de « spectre pollinique ».
Le miel de miellat est  particulièrement prisé dans les pays anglo-saxons, où on l'appelle Honigtau en allemand et honeydew en anglais, les deux mots signifiant littéralement « rosée de miel ».

### Miellat et alimentation d'autres insectes

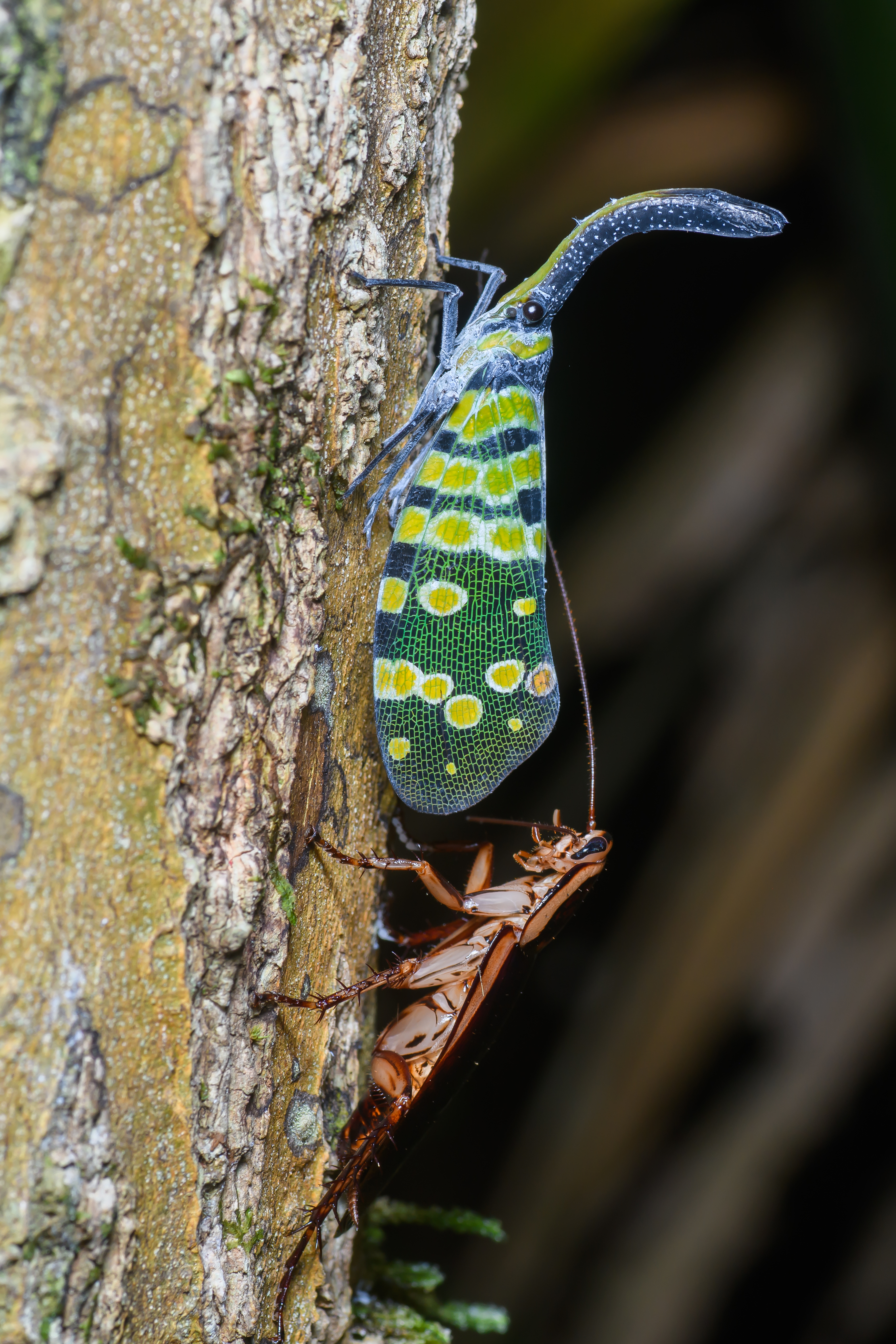
Une blatte suçant du miellat d'un fulgore dans le parc national de Khao Sok en Thaïlande. Juillet 2018.

Le miellat est aussi recherché par certains papillons : « M. Constant [cité en 1870 par le naturaliste M.S Des Étangs] dit que c'est en observant les habitudes de certains lépidoptères qui se posent sur les enduits miellés sécrétés par les pucerons, que l'on parvient à s'emparer de ces papillons. »

## Autres miellats
On appelle également miellat un liquide épais et visqueux riche en sucres provoqué par des champignons du genre Claviceps. Ces champignons se connectent sur les systèmes vasculaires alimentant les grains de graminées. Le surplus de sucres (dont la nature est fonction des enzymes des divers Claviceps) est excrété. Le miellat attire les insectes et peut participer à la dissémination des spores.
Les feuilles de certains végétaux — tels que les ronces — en produisent également par exsudation.

## Religion et mythologie
Selon l'Exode (16:31), la manne des Hébreux est parfois associée à l'exsudat du tamarix (Tamarix mannifera)  par suite de la piqûre de la cochenille. Les Bédouins continuent d'ailleurs de collecter cette substance sucrée dans le désert. En réalité, ce n'est pas l'exsudat mais le résidu contenu dans l'excrément de la cochenille qui tombe sur le sol, sous forme d'écailles brillantes, blanches, et qui est consommé.
La rosée du ciel qui tombe d'Yggdrasil, l'Arbre du Monde dans la mythologie nordique, est parfois aussi associée au miellat, ce qui suggère que cet arbre est le frêne connu pour fournir un abondant miellat.